# Шуваева, Светлана Евгеньевна
Светла́на Евге́ньевна Шува́ева (род. 28 ноября 1986, Бугульма) — современная художница, иллюстратор, дизайнер.
Основные области активности автора — живопись, коллаж, рисунок, объект, инсталляция.
Светлана Шуваева — представитель нового поколения художников, сформировавшихся в Самаре. С именем Андрея Сяйлева, Владимира Логутова, Светланы Шуваевой, Александра Зайцева, Олега Елагина, Алисы Николаевой связано явление «Самарской волны».
Знаковая фигура российского современного абстракционизма. Дизайнер одежды.

## Биография
Света Шуваева родилась в 1986 году в городе Бугульма, Республика Татарстан. Среднее образование получила в гуманитарной гимназии № 7 в Бугульме. Закончила художественную школу. В 2003 г. переехала в Самару, где обучалась в Самарском государственном архитектурно-строительном университете, на курсе Сергея Алексеевича Малахова и Евгении Александровны Репиной.
В 2008 году принимала участие в неофициальной Школе современного искусства Владимира Логутова в Самаре. Шуваева была активной участницей самарской художественной жизни, сотрудничая со многими арт-институциями Самары, галереей «Виктория», «11 комнат» или «Арт-пропаганда».
В 2008 живёт и работает в резиденции для художников (г. Шаргород, Украина). В этом же году участвует в конкурсе «Инновация» в разделе «Новая генерация» (г. Москва).
в 2009 году работа «From artists to artists» приняла участие в проекте «Принуждения к интерпретации» Ильи Саморукова в «Арт-пропаганде».
В 2010 году окончила Самарский государственный архитектурно-строительный университет по специальности «дизайн окружающей среды». С 2010 года живёт и работает в Москве.
В 2012 выступает как художник-сценограф в документальном стендапе режиссёра Талгата Баталова «Узбек», получив положительные отклики художественной критики. Также в этом году становится участницей скандала вокруг акции «Pussy riot» в храме Христа Спасителя, попав в список участниц, такой не являясь и во время акции, находясь на репетиции «Узбека».
С 2011 по 2014 год работала в коллективной студии Фонда Владимира Смирнова и Константина Сорокина на ул. Буракова в Москве.
В 2016 году стала лицом Международной ярмарки современного искусства Cosmoscow и была объявлена «Художником года Cosmoscow». Её работа «Ткань» из серии «Персонаж толпы» украсила титул каталога ярмарки, также в рамках события художником был создан новый проект «Передумали? Ничего Страшного!», который можно было увидеть на отдельном стенде. Другие же её работы, выполненные специально по заказу Cosmoscow, можно было увидеть в отдельном корнере.
В 2016 году вошла рейтинг 10 главных молодых российских художников по версии Interview.
Работы находятся в Фонде Владимира Смирнова и Константина Сорокина, Москва, Россия, коллекции банка Credit Suisse, Газпромбанка, в частной коллекции Стефана Вебера (Вена, Австрия) и в частных коллекциях России и за рубежом.
Приняла участие более чем в двадцати персональных и групповых выставках.

## Галерея «Светлана»
В 2013-м открыла в своей квартире галерею «Светлана», располагавшуюся в шкафу. В 2015 году галерея участвовала в проекте «Открытые системы» в музее «Гараж». На момент 2014 года в галерее состоялось 18 выставок российских и зарубежных авторов.
Полный список выставок Галереи «Светлана»:
1. (16.06.2013) Сергей Сапожников «Неудачные виды»
2. (30.06.2013) Максимилиан Роганов «DIY Megaframe Player»
3. (14.07.2013) Олег Елагин «Присутствие отсутствия»
4. (22.09.2013) Иварс Гравлейс «Кто следующий»
5. (20.10.2013) Группа Еликука «Каскад выставок»
6. (17.11.2013) Владимир Селезнёв «Невыносимая тяга к искусству»
7. (08.12.2013) Илья Будрайтскис «Пресня: на крутых поворотах истории»
8. (28.12.2013) Вика Бегальская «Новогодняя пурга»
9. (19.01.2014) Александр Верёвкин «Бонусы»
10. (25.01.2014) Игорь Шуклин «Гив ми мани»
11. (02.02.2014) Александр Вилкин «Disco»
12. (02.03.2014) Антон Николаев «Весенние посадки»
13. (22.03.2014) Дмитрий Булныгин «Тихая жизнь»
14. (12.04.2014) Презентация самиздат-журнала «Тромб Грибунина»
15. (13.04.2014) Давид Тер-Оганьян «Голоса»
16. (25.05.2014) Камилл Лорелли «Homemade»
17. (02.08.2014) Александра Галкина «MINI — бар»
18. Денис Серенко «За океанами»
В 2016 году состоялось 25 выставок российских и зарубежных авторов.

## Триеннале и биеннале
2017 — Миростроение — Специальный проект Уральской индустриальной биеннале. Нижний Тагил, Россия / Уральская индустриальная биеннале современного искусства. Екатеринбург, Россия,
2017 — Триеннале российского современного искусства, ЦСИ «Гараж» (Москва),
2015 — Нет времени — VI Московская биеннале современного искусства, Винзавод (Москва),
2015 — Пространство для манёвра — между абстракцией и аккумуляцией — III Уральская индустриальная биеннале современного искусства, Екатеринбург, Россия,
2013 — Ничего подобного — V Московская биеннале современного искусства, Музей Москвы (Москва),
2007 — Выставка молодых художников «Как если бы мы жили вместе» в рамках V Ширяевской биеннале современного искусства «Дом: между Европой и Азией» (г. Самара).

## Выставки
Персональные выставки:
«Информация», галерея «11 комнат», Самара, 2009,
Сигнальные «Монтажные ленты» (Guelman Projects, Москва, 2009),
Scans (галерея «Две точки», Тольятти, 2009),
«Волшебная гора» (совместно с Ириной Кориной; XL Галерея, Москва, 2015),

Выставка представляет собой тотальный живописный инвайнромент: каждый сантиметр галерейных стен занят даже не живописью, а цветописью, вольными упражнениями с цветом и пространством, выполненными на бумаге. Бумага, очевидность её фактуры, её местами пузырящаяся, не до конца просохшая поверхность отделяет авторов от монументально-декоративных экспериментов, которыми занимались многие художники, начиная от представителей авангарда, таких как Малевич и Шагал, и заканчивая Зигмаром Польке и Стефаном Балкенхолом. Странным образом буквальная тотальность живописи обнаруживает новую силу медиума, вдруг открывает какую-то жизнь, природную энергию, соответствующую моменту, ощущению.
«Персонаж толпы» (галерея «Пересветов переулок», Москва, 2015).
«Торт с неба». Квартирная выставка в Доме на Набережной. Москва, Россия, 2015
«Передумали? Ничего страшного!» / специальный проект в рамках ярмарки Cosmoscow / Москва, Россия, 2016
Групповые выставки:
2008 г.
выставка искусств в галерее «11 комнат» (г. Самара)
выставка фотографий в галерее «11 комнат» (г. Самара)
«Как быть» (в рамках фестиваля АРТ-ШТУРМ,ТЦ «Парк-Хаус» г. Самара)
2009 г.
«Книга не равно текст», галерея «Новое пространство» (г. Самара),
«Трансфер» центр М’АРС, Москва,
«Захват» (галерея «Виктория», Самара),
«Модель для сборки» (Арт-Центр, Самара) 24.09.2009,
«Пространственно-временной континуум» (галерея «11 комнат» , Самара),
«Эксперименты над художниками» (галерее «XI комнат» Самара, 2009)
2010
Untitled, «Галерее одной работы», Самара,
«Предельно / конкретно» (Музей современного искусства PERMM, Пермь),
«Коллаж» (галерее «XI комнат», Самара)
2011
«+3», Самарский художественный музей, Самара
«Современная абстракция — разрушенный гештальт» (галерея «Новое пространство», Самара, 2011),
«Вне земли», галерея «Новое пространство», Самара,
«Учебная тревога». Спецпроект Vienna Art Fair. Вена, Австрия.
«Предельно/ конкретно», Музей современного искусства «Permm», Пермь
2012
Angry Birds (Музей современного искусства, Варшава, 2012),
«Вкл. Выкл.» (Специальный проект Четвёртой московской биеннале, Арт Хаус, Москва, Россия)
«Течения. Самарский авангард 1960—2012» , СОИКМ им. Алабина, Самара,
«Новые обстоятельства» (ГЦСИ, Екатеринбург, Россия).
2013
«Зачем мы ходим на выставки». Мультимедиа Арт Музей. Москва, Россия,
«Система координат» («Ермилов-Центр», Харьков, Украина),
«Рисовать» (галерея Anna Nova, Санкт-Петербург),
«Найденное», ГЦСИ, Москва,
«Ничего подобного» (Музей Москвы, Москва),
«Искусство против географии» на фестивале «Белые ночи в Перми», Пермь,
2014
«Бэкстэйдж». Студия фонда им. В. Смирнова и К. Сорокина. Москва, Россия.
«Художественное изобретение себя или чистое удовольствие от жизни и любви». Квартирная выставка в Доме на набережной. Москва, Россия.
2015
«ЕЁ». ЦСИ «Заря». Владивосток, Россия.
«Места для маневра — между абстракцией и аккумуляцией». 3-я Уральская индустриальная биеннале современного искусства (Екатеринбург, 2015),
«Кинотеатр повторного фильма» центр современной культуры «Смена» Казанский зимний книжный фестиваль, Казань
«Нет времени». ЦСИ «Винзавод». Москва, Россия
«Кинотеатр повторного фильма». Круговая кинопанорама. Москва, Россия
«Аут», Фонда В. Смирнова и К. Сорокина, Москва (Международная ярмарка современного искусства Cosmoscow).
2016
«Обсерватория» (Специальная астрофизическая обсерватория РАН, Нижний Архыз).
Тории «Портал» Интерактивная инсталляция, работавшая всего полдня, 11 декабря 2016 года Инкубаторно-птицеводческая станция, ВВЦ, Москва

## Оценка творчества
Художественная критика ставит творчество Светланы в один ряд с творчеством Владимира Логутова. Творчество Светланы Шуваевой отличается изысканностью супрематических композиций, безупречным вкусом абстракции, что является родовым признаком самарской школы.
Живопись, графика и объекты Светы Шуваевой основаны на совмещении абстрактной образности и повседневной конкретики: сюжеты трактованы с помощью яркого колорита и уравновешенных композиций.

Архитектурное образование, помимо многих преимуществ, дает представление о мире как об объёме, где физические пространства снабжены знаками, маркирующими их смысл: вверх/вниз, вход/выход, место работы / зона отдыха и т. д. Архитектура не просто создает прекрасные места обитания, она позволяет увидеть мир как чертеж, где сразу ясно, правильное ли направление выбрал человек для осознанного движения.
— Саша Обухова

Знаковая фигура нового поколения российских абстракционистов.
— Константин Зацепин, арт-критик

Мне давно нравится Света Шуваева, она очень талантлива.
— Татьяна Симакова, главный редактор The Village

Серия «Сигнальные ленты» акцентирует внимание на феномене самопроявляющейся живописи или же живописи «реди-мейд». Наслаивающиеся друг на друга сетчатые структуры организуются в единое пространство, в котором можно угадать паттерн сигнальной ленты часто используемой в строительстве и работах по благоустройству городского пространства. Использование данной сигнальной системы не отягощено социальной подоплекой, политическими смыслами. Это не предупреждение об опасности, не забота об освобождении сознания от визуальных клише, не исследование/обвинение современного урбанизма. Внимание художника движется не от картины в сторону реальности, а совсем наоборот, от реального трехмерного пространства повседневности в сторону картины.
— Евгения Кикодзе

Шуваевские «персонажи толпы» выполнены таким образом, что вокруг них как будто нарастает метафорическое пространство возможных интеракций. Его контуры, за некоторым исключением, остаются стертыми и неуловимыми. С одной стороны, кажется, что эти сборища мотивированы определённой внутренней логикой. С другой стороны, исходящие от них векторы (символизируемые, к примеру, флагами над головой протестующих на одном из листов), расходятся во множестве разных направлений. Нам не прибавят ясности ни знание о фильме, выставке или концерте, на который персонажи собрались, ни понимание того, что таится внутри белой кабаковской пустоты, куда смотрят черные человечки, расположившиеся по краям одного из рисунков.
— Валерий Леденёв, арт-критик

Творчество Светы Шуваевой можно назвать аналитическим модернизмом. Она очень тонко исследует структуру модернистской формы, что сближает её с Кларой Голицыной и мастерами постживописной абстракции. В частности, с Кеннетом Ноландом и Фрэнком Стеллой.
— Антон Николаев, художник

## Фестивали и награды
2016 Лонг-лист премии Кандинского в области современного искусства
2016 «Художником года Cosmoscow»
2008 первое место на Областном КиноФестивале короткометражных фильмов «Белый квадрат III» Гран-при.; фильм «NHFDF» (г. Самара)

## Наиболее известные работы
Серия «Сигнальные ленты»
Сканы / 2008—2014
Персонаж толпы / 2015
Печерские бабушки / 2012—2014
«Москва» бумага, маркеры 2012

Впечатления художника от события или даже суммы событий обобщены и сведены к лаконичной пластической формуле. Многие современные художники предпочитают такой подход. Например, художник Давид Тер-Оганян, рисуя митинги, стремится к максимальному упрощению, его работы я бы назвала «логотипами протеста». В этом же поле работает художница Света Шуваева. Графика Шуваевой в чём-то близка экспериментальным «измам» 20-х годов.
— Виктория Ломаско
«Маргаритки» 2013—2014 Инсталляция. Манекены, хлопковые платья

«Маргаритки» — метафора неожиданной опасности, исходящей из предполагаемо безобидного источника. Название отсылает к известной ленте чехословацкой новой волны — «Маргариткам» (1966) Веры Хитиловой, где обыгрывается образ прекрасных, милых и с виду безобидных девушек, в которых таится скрытая деструктивная сила, дерзость и агрессия. Основа проекта Светы Шуваевой — это исследование языка повседневной уличной культуры — стихийно появляющихся на поверхностях города враждебных слов, ругательств и адресованных в вечность нецензурных высказываний. Художница отталкивалась от реальных уличных надписей, обнаруженных на заборах, стенах и ларьках. Фрагменты повседневности, собранные Шуваевой в коллекцию, апроприированные, художественно трансформированные и непосредственно прожитые в процессе воспроизведения, и легли в основу работ, определяя при этом особенности формы и цвета, диктуемые здесь самой реальностью.
— Дарья Атлас
«Передумали? Ничего страшного!». Инсталляция, смешанная техника, 2016 г.

## Документальный стендап «Узбек»
Спектакль-номинант Национальной театральной премии Золотая маска, в номинации «Эксперимент». Премьера спектакля состоялась в мае 2012 года.
Автор, режиссёр и исполнитель: Талгат Баталов. Художники: Светлана Шуваева, Анна Селянина. Текст: Екатерина Бондаренко

Документальный стендап «Узбек» вырос из личной истории автора. 6 лет назад Талгат Баталов переехал в Москву из Ташкента, и так называемые гастеры для него больше, чем люди в оранжевой спецовке и грязных фартуках. Героя Талгата, которого он создал на основе личного опыта, вряд ли можно считать эмигрантом. Переезд в Москву для него — скорее, возвращение на историческую родину. Впрочем, россиянином он себя не ощущает, может быть, москвичом. Но что отличает этого героя — он не может относиться к людям, на чьей земле он вырос, как к побочному эффекту жизни в мегаполисе.

Спектакль родился в рамках театральной лаборатории «Разрушая границы» в Сахаровском центре. Режиссёр и актёр — Талгат Баталов.

В 2013 представлен Арт-программа VII Московский фестиваль короткометражных фильмов «Дебютное кино».

## Цитата
В 2008-м Логутов собрал неофициальную школу современного искусства, куда ходило несколько его друзей, я была среди новичков. Занятия проходили в Ботаническом саду на скамейке, Вова давал домашние задания, раздавал листовки с лекциями Гринберга, Адорно. Было дико интересно и как-то волнительно. Тогда я узнала об Авдее Тер-Оганьяне, который тут же стал моим любимым художником.
— Светлана Шуваева

## Интересные факты
- Владимир Дубосарский создал серию живописных работ по мотивам фото, собранных из социальной сети Facebook, где был «Портрет художника Светы Шуваевой», 2014—2016[100]
- Любимейшая книга Светланы — «Антология чёрного юмора» Андре Бретона и «Улица с односторонним движением» Беньямина, сказки Оскара Уайльда.
- Любимые фильмы Светланы — «Маргаритки» Хитиловой, «Пловец», Франк Пэрри, Сидни Поллак, «Америка, Америка» Элиа Казана, «Самый главный босс» Ларс фон Триер, «Ангел-истребитель» Бунюэля[3].